# Macrostylis viriosa
Macrostylis viriosa är en kräftdjursart som beskrevs av Boris Vladimirovich Mezhov 1999. Macrostylis viriosa ingår i släktet Macrostylis och familjen Macrostylidae. Inga underarter finns listade i Catalogue of Life.